# طمارين مرقط الوجه
طمارين مُرقّط الوجه ؛ طمارين رُخامي الوجه (الأسم العلمي: Saguinus inustus) هو نوع من قرود الطمارين في أمريكا الجنوبية، يتواجد في جنوب شرق كولومبيا ويمتد إلى الأراضي المجاورة في البرازيل.

## السمات
يصل طول جسمها من 21 إلى 26 سم، وطول ذيلها من 33 إلى 41 سم. فرائها أسود في الغالب، مع مسحة حمراء خفيفة على الجزء الخلفي من الجسم والذيل أسود اللون. مثل جميع الطمارين، فإن أصابع اليدين والقدمين (باستثناء إصبع القدم الكبير) لها مخالب بدلاً من الأظافر، والوجه خالٍ من الشعر إلى حد كبير وله بقع سوداء.

## السلوك
مثل كل بهيات الشعر، هذه الرئيسيات نهاريّة، تتحرك على أربع أو تقفز عبر الفروع. يبقون في طبقات الأشجار السُفلية ونادراً ما يصل ارتفاعهم إلى أكثر من عشرة أمتار. يعيشون في مجموعات من ثلاثة إلى ستة (أحيانًا يصل إلى أحد عشر)، ويتم تنظيم المجموعات للتكاثر وتعيش في مناطق تبلغ مساحتها حوالي 35 هكتارًا. إذا كان هناك العديد من الإناث في المجموعة، فإن المرأة المُهيمنة فقط تتكاثر. كما هو الحال مع جميع حيوانات طمارين، من المُرجح أن يسود التوائم ويشترك الآباء في تربية الصغار، وهي حيوانات آكلة للحوم، تأكل الفاكهة والزهور ونسغ الأشجار والحشرات والحيوانات الصغيرة الأخرى.

## التوزيع والسكن
يعيش طمارين ذو الوجه الرُخامي في حوض الأمازون في أمريكا الجنوبية، وتشمل منطقة توزيعه جنوب شرق كولومبيا والشمال الغربي للبرازيل إلى ريو نيغرو. موطنها الغابات، وغالبًا ما توجد في الغابات الثانوية ذات الشجيرات الكثيفة.

## التفاعل مع البشر
لا يصطاد السكان المحليون هذا الطمارين، بسبب «صغر حجمها» وبدلاً من ذلك يتم الاحتفاظ ببعضها كحيوانات أليف، ويمكنها التكيّف والعيش بالقُرب من البشر، يصنف الاتحاد الدولي لحفظ الطبيعة على أنها «أقل قلقًا».